# Glycera nicobarica
Glycera nicobarica är en ringmaskart som beskrevs av Grube 1868. Glycera nicobarica ingår i släktet Glycera och familjen Glyceridae. Inga underarter finns listade i Catalogue of Life.